# Plzeň-Křimice
Plzeň-Křimice – stacja kolejowa w Pilźnie, w kraju pilzneńskim, w Czechach. Położona jest na wysokości 345 m n.p.m.
Na stacji nie ma możliwości zakupu biletu, a obsługa podróżnych odbywa się w pociągu. 

## Linie kolejowe
- 170 Beroun - Plzeň - Cheb